# Calvin Klein Inc.
Calvin Klein Inc. er et amerikansk modetøjsmærke og tøjbutikskæde, der er baseret i New York City. Virksomheden er berømt for sit undertøj og sine denim-varer.
Calvin Klein blev etableret af designeren Calvin Klein og hans barndomsven Barry K. Schwartz i 1968. I 2003 blev virksomheden opkøbt af PVH Corp.